# Ashit Gungah
Ashit Gungah est un homme politique mauricien. Il a occupé les fonctions de ministre de la fonction publique de 2010 à 2011. Il occupe maintenant les fonctions de ministre du Commerce, de l'Industrie et de la Protection des consommateurs avec le nouveau gouvernement qui a Pravind Jugnauth comme Premier Ministre.